# محمود التونسي
محمود التونسي ولد بمنزل بوزلفة في 13 ديسمبر 1944 وتوفي يوم 12 أفريل 2001 كاتب ورسام تونسي.

## ترجمته
تابع دراسته الابتدائية بمسقط رأسه والثانوية بتونس العاصمة ثم دخل مدرسة الفنون الجميلة بتونس حيث كان من بين أساتذته عبد العزيز القرجي. التحق بعد ذلك بالوظيفة العمومية حيث عمل في الإدارة ثم بالإذاعة، ثم أصبح أستاذا للفنون التشكيلية بمنزل تميم. بعد إقامة بسنتين بباريس عاد إلى تونس أواسط السبعينات. كان عام 1977 من بين مؤسسي المجلس الوطني للحريات الذي قاد إلى تكوين الرابطة التونسية للدفاع عن حقوق الإنسان. ثم انتمى إلى حركة الديمقراطيين الاشتراكيين قبل أن يعود إلى التجمع الدستوري الديمقراطي وقد تولى في إطاره مهمة نائب كاتب عام لجنة التنسيق الحزبي بنابل. وإثر الانتخابات البلدية لعام 2000 أصبح رئيسا لبلدية منزل تميم، ولم تمر إلا سنة تقريبا حتى توفي في حادث طريق.

## أعماله
بدأ منذ أواخر السبعينات في عرض رسومه سواء في إطار معارض شخصية أو جماعية.
كما أن محمود التونسي كاتب حيث نشرت له بالعربية مجموعة قصيية تحمل عنوان فضاء (1973) وهو يصنف ضمن مجموعة الطليعة الأدبية.

## وصلة خارجية
- محمود التونسي على موقع أرشيف الشارخ.

محمود التونسي أحد مؤسسي الطليعة الأدبية (بالفرنسية) نسخة محفوظة 3 يناير 2009 على موقع واي باك مشين.